# Rhynchosia megalocalyx
Rhynchosia megalocalyx är en ärtväxtart som beskrevs av Mats Thulin. Rhynchosia megalocalyx ingår i släktet Rhynchosia och familjen ärtväxter. Inga underarter finns listade i Catalogue of Life.